# Накаи, Мусаси
Мусаси Накаи (яп. 中井 武蔵; род. 17 июля 1986, Аомори или Хатинохе, Аомори) — японский хоккеист, нападающий.
Перед сезоном 2002/03 в возрасте 16 лет, будучи одним из самых талантливых японских хоккеистов в своем возрасте, по протекции работавшего в Японии Юрия Рычкова оказался в команде «Авангард-ВДВ» Омск. Три следующих сезона выступал за «Газовик-Универ» Тюмень. В сезонах 2007/08 — 2012/13 — игрок команды Азиатской хоккейной лиги «Никко Айс Бакс».